# Vol. 3... Life and Times of S. Carter
Vol. 3… Life and Times of S. Carter je čtvrté studiové album amerického rappera Jay-Z. Album bylo nahráno u vydavatelství Roc-A-Fella Records a Def Jam Recordings, a vydáno 28. prosince 1999.

## O albu
Jay-Z se zvukem alba vrátil ke svému debutu Reasonable Doubt (1996).
Na albu se podíleli hudební producenti Swizz Beatz, Timbaland, DJ Premier, Rockwilder, DJ Clue, Irv Gotti nebo Lil Rob.
Hostujícími umělci byli: Beanie Sigel, Amil, Mariah Carey, Juvenile, UGK, Memphis Bleek a Dr. Dre.

## Singly
Z alba bylo vydáno pět singlů, čtyři z nich se umístily v žebříčku Billboard Hot 100, a to "Jigga My Nigga" (28. příčka), "Girl's Best Friend" (52.), "Do It Again (Put Ya Hands Up)" (65.) a "Big Pimpin" (18.).

## Po vydání
Album debutovalo na první příčce amerického žebříčku Billboard 200, jako již jeho třetí. O první týden prodeje v USA se prodalo 462 000 kusů. Do dvou měsíců bylo album v USA 2x platinové a v roce 2001 obdrželo třetí platinovou certifikaci za více než tři miliony kusů prodaných v USA.

## Seznam skladeb
| Pořadí | Název                                                   | Hudba                              | Délka |
| ------ | ------------------------------------------------------- | ---------------------------------- | ----- |
| 1.     | Hova Song (Intro)                                       | K-Rob                              | 2:21  |
| 2.     | So Ghetto                                               | DJ Premier                         | 4:01  |
| 3.     | Do It Again (Put Ya Hands Up) (ft. Beanie Sigel & Amil) | Rockwilder                         | 4:39  |
| 4.     | Dope Man                                                | DJ Clue, Darrell Branch, Ken Ifill | 4:03  |
| 5.     | Things That U Do (ft. Mariah Carey)                     | Swizz Beatz                        | 4:52  |
| 6.     | It's Hot (Some Like It Hot)                             | Timbaland                          | 4:16  |
| 7.     | Snoopy Track (ft. Juvenile)                             | Timbaland                          | 4:01  |
| 8.     | S. Carter (ft. Amil)                                    | Russell Howard, Sean Francis       | 4:14  |
| 9.     | Pop 4 Roc (ft. Beanie Sigel, Memphis Bleek & Amil)      | DJ Clue, Ken Ifill                 | 4:36  |
| 10.    | Watch Me (ft. Dr. Dre)                                  | Irv Gotti                          | 4:34  |
| 11.    | Big Pimpin' (ft. UGK)                                   | Timbaland                          | 4:44  |
| 12.    | There's Been a Murder                                   | Russell Howard, Sean Francis       | 3:39  |
| 13.    | Come and Get Me                                         | Timbaland                          | 6:09  |
| 14.    | NYMP                                                    | Rockwilder                         | 4:03  |
| 15.    | Hova Song (Outro)                                       | K-Rob                              | 1:26  |

| Deluxe Edition | Deluxe Edition     | Deluxe Edition | Deluxe Edition |
| Pořadí         | Název              | Hudba          | Délka          |
| -------------- | ------------------ | -------------- | -------------- |
| 16.            | Jigga My Nigga     | Swizz Beatz    | 5:23           |
| 17.            | Girl's Best Friend | Swizz Beatz    | 3:59           |
| 18.            | Anything           | Sam Sneed      | 4:45           |